# Dalekie obserwacje
Dalekie obserwacje – specyficzny rodzaj fotografii krajobrazowej, obejmujący celowe fotografowanie bardzo oddalonych obiektów bezpośrednio z powierzchni terenu lub z obiektów trwale związanych z powierzchnią ziemi (np. wież widokowych, wysokich budynków, nasypów).

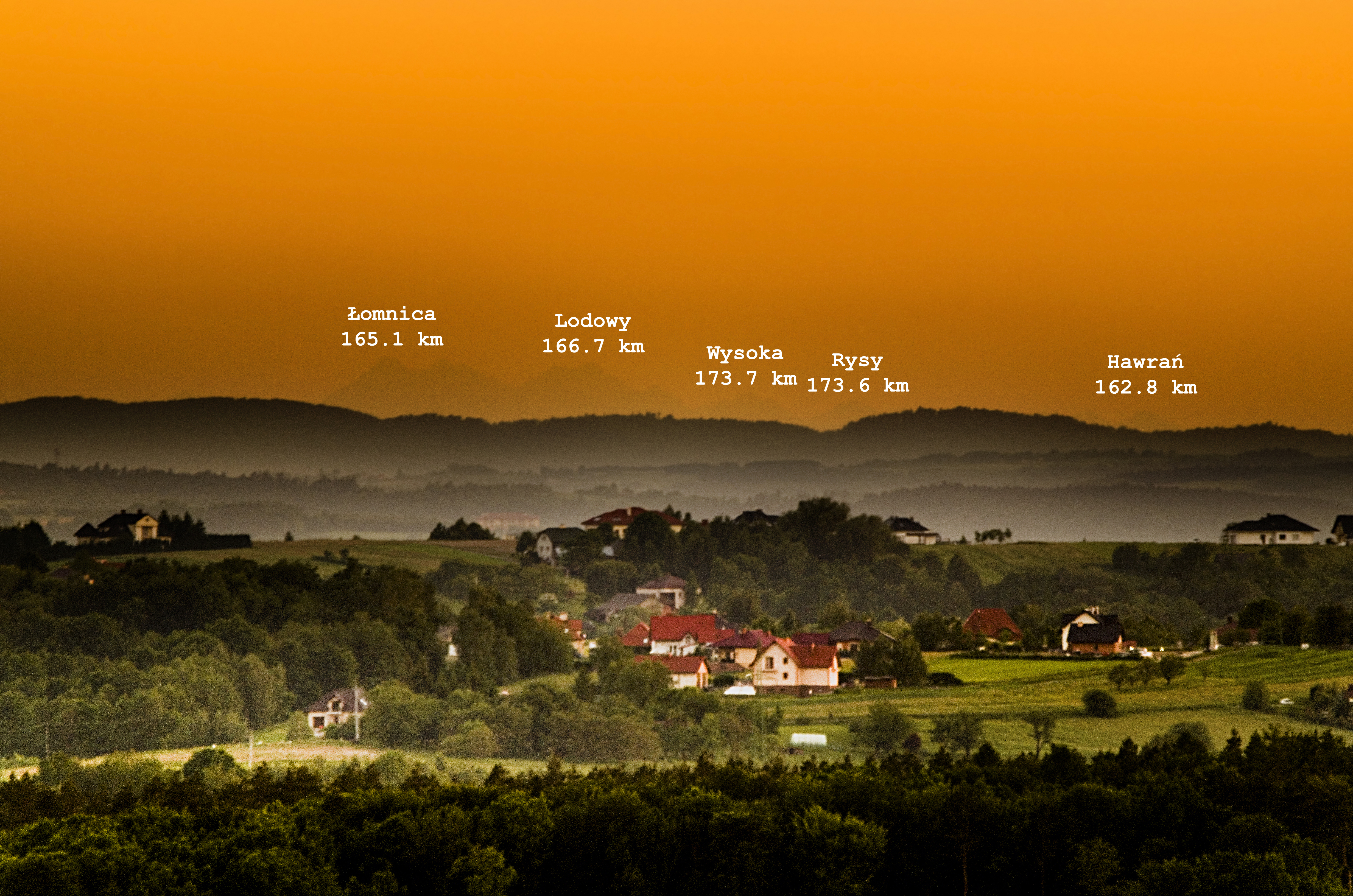
Daleka obserwacja Tatr z Magdalenki koło Rzeszowa

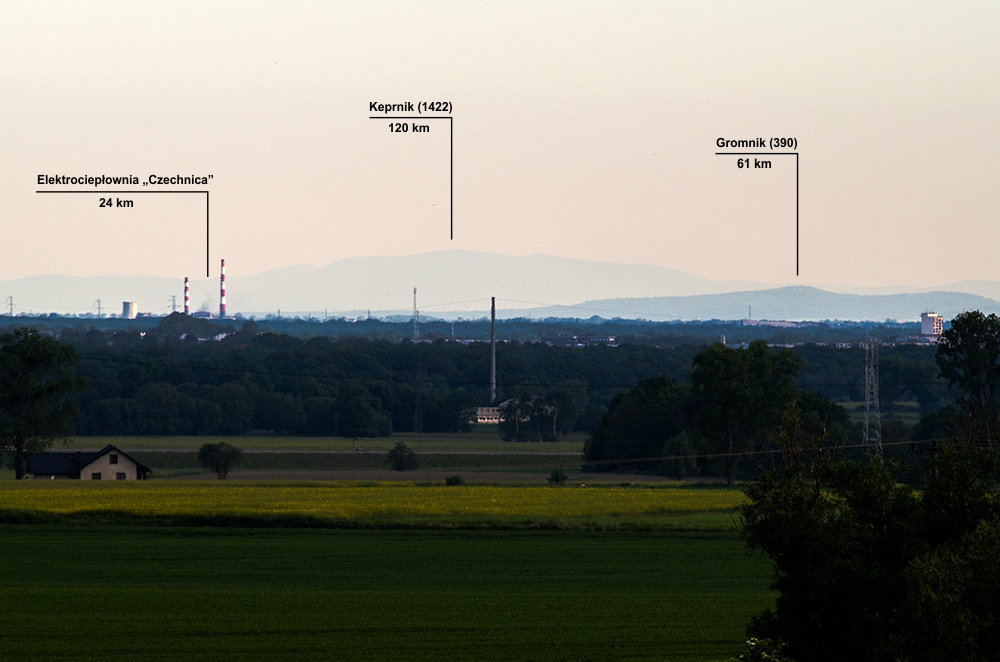
Daleka obserwacja Masywu Keprnika w Jesionikach i Wzgórz Strzelińskich z okolic Trzebnicy

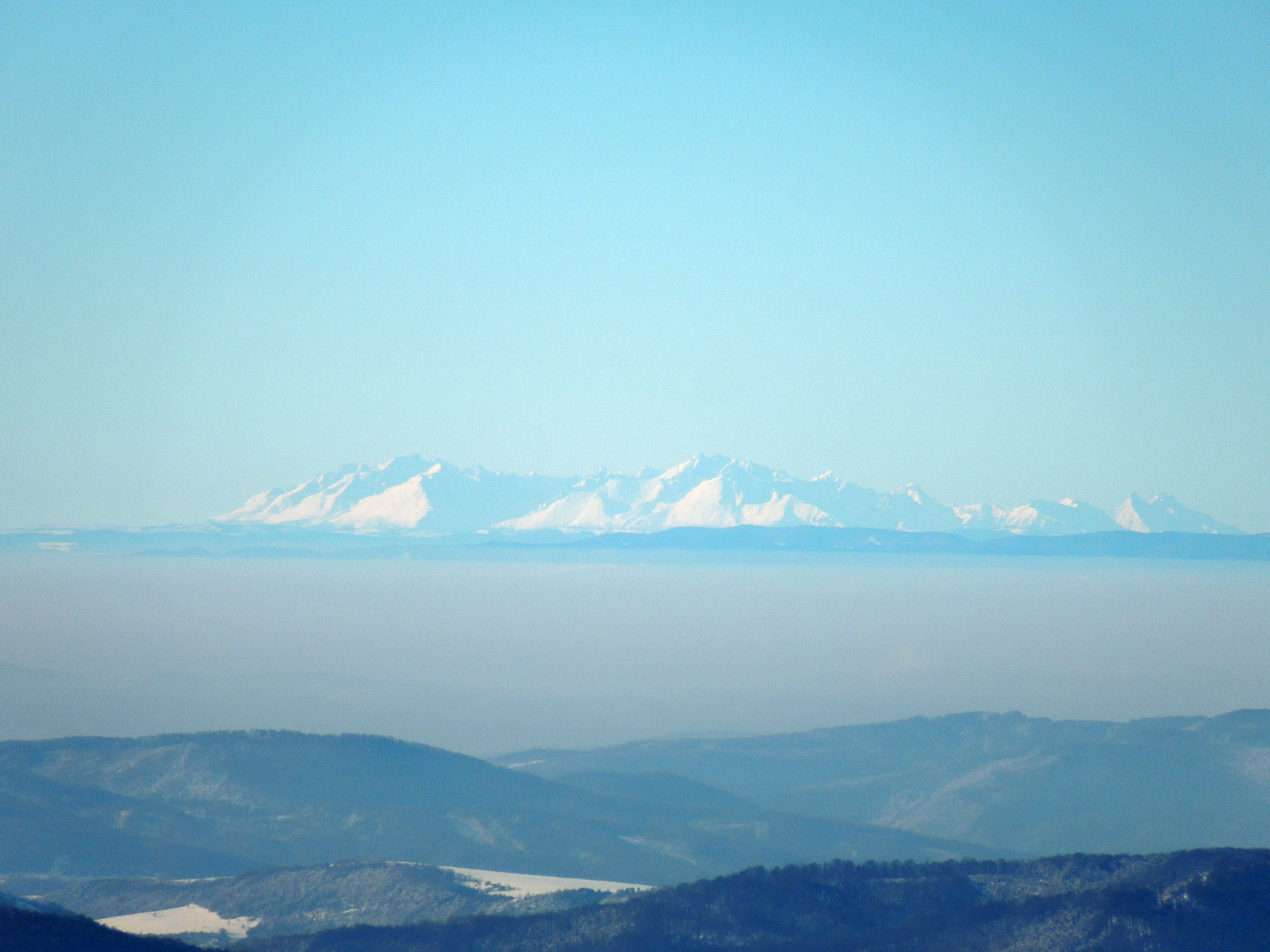
Daleka obserwacja Tatr z Dziurkowca, odległość ca 160–175 km

Obiekty fotografowane, które mieszczą się w ramach definicji to:
- obiekty naturalne, czyli pojedyncze szczyty górskie, pasma górskie, wzgórza, skały bądź inne naturalne formy ukształtowania terenu,
- obiekty antropogeniczne, związane z przekształcaniem powierzchni terenu (np. hałdy pokopalniane) lub obiekty industrialne (np. wysokie budynki, kominy, fabryki).

Dalekimi obserwacjami nie są:
- fotografie wykonane z powietrza (z samolotów, dronów, motolotni),
- zdjęcia przedstawiające zjawiska atmosferyczne znajdujące się w dużej odległości od obserwatora (np. wysokie komórki burzowe, obłoki srebrzyste),
- zdjęcia obiektów latających (np. samolotów, balonów),
- fotografie obłoków kondensacyjnych z chłodni kominowych elektrowni, smug kondensacyjnych samolotów,
- wszelkie zdjęcia Słońca, Księżyca, planet i gwiazd oraz inne zdjęcia z dziedziny astrofotografii.

## Aspekt odległości obserwatora od obserwowanego obiektu
Istotną rzeczą przy zrozumieniu tego zagadnienia jest też kwestia minimalnej odległości obserwacyjnej, która może być uznana za daleką. Najistotniejszą rolę w wyznaczeniu tej granicy pełni proporcja pomiędzy odległością i pozycją obserwatora a rozmiarem i wysokością względną obserwowanego obiektu. Nie istnieje uniwersalny, precyzyjny klucz podziałowy, który jednoznacznie stwierdzałby przypisane zdjęcia do dalekich obserwacji, jednak istnieją pewne ogólnie przyjęte ramy uwzględniające dystans i rodzaj obserwowanego obiektu. Minimalna odległość dalekiej obserwacji dla dużych obiektów naturalnych (np. gór, szczytów górskich) to około 60 km, przy czym jest to wartość uśredniona. W przypadku niewysokich wzgórz wartość można obniżyć do około 40 km, a w przypadku wyższych gór (Karkonosze, Jesioniki, wyższe partie Beskidu Żywieckiego) minimalny dystans należy ustalić na granicy 70 km. W przypadku gór wysokich (np. Tatr) wartość tę należy powiększyć do 90-100 km. Dla przykładu obserwacja Tatr z odległości 70 km nie powinna być uznana za daleką z uwagi na łatwość dostrzeżenia tak dużego pasma górskiego nawet przy średnio sprzyjających warunkach atmosferycznych. Dla obserwacji relatywnie mniejszych obiektów industrialnych dystans ten należy umieścić w przedziale 20–50 km, w zależności od wielkości obserwowanego obiektu.

## Historia

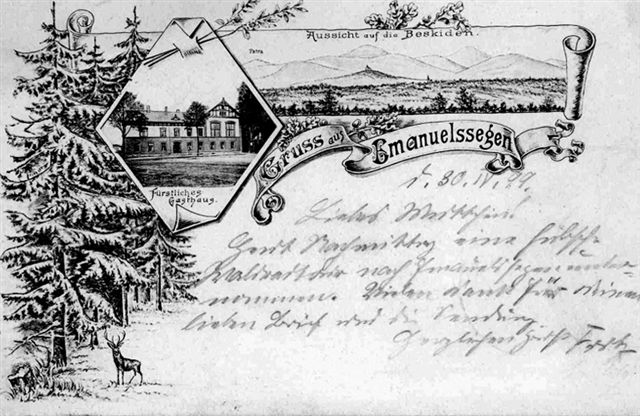
Pocztówka z 1899 roku przedstawiająca panoramę Beskidów z Murcek (dziś Katowice)

Dalekie obserwacje były bez wątpienia wykonywane gołym okiem lub za pomocą sprzętów optycznych od dawna. Znane są zapiski o celowych obserwacjach dalekich pasm górskich i świateł miast na Dolnym Śląsku, w Wielkopolsce i w Czechach z Karkonoszy na początku XIX wieku, było to jednak w czasach przed upowszechnieniem się fotografii. Dziedzina ta przyjęła obecną formę i zyskała na popularności wraz z pojawieniem się fotografii cyfrowej ułatwiającej rejestrację, obróbkę, archiwizację dokonanych obserwacji, a także identyfikację obserwowanych obiektów. W nowoczesnej formie w Polsce, dalekie obserwacje narodziły się na Górnym Śląsku w 2006 r.. Inicjatorami wyróżnienia tego typu zdjęć z ogólnego pojęcia fotografii krajobrazowej była grupa entuzjastów celowo fotografująca Tatry i Beskidy z miast Górnośląsko-Zagłębiowskiej Metropolii oraz terenów przyległych, określająca się mianem dalekich obserwatorów. Ten nowy typ fotografii szybko zyskał popularność w innych regionach Polski południowej. W tym samym czasie, wraz z upowszechnieniem się fotografii cyfrowej impuls rozwoju fotografii długodystansowej można było obserwowac m.in. w Wielkiej Brytanii, Wloszech, w Czechach i na Słowacji. Ważnym kamieniem milowym w dokumentowaniu polskich dalekich obserwacjach było stworzenie strony dalekieobserwacje.eu w 2008 roku. Strona pozwoliła zrzeszyć zainteresowanych fotografów i prezentować ich dokonania. Od 2013 r. na intensywny rozwój dalekich obserwacji mają również duży wpływ blogi lokalnych fotografów zajmujących się tą tematyką. Poza granicami Polski w latach 2014 - 2021 funkcjonował portal beyondhorizons.eu, prezentujący zdjęcia dalekoobserwacyjne wykonane głównie w rejonie zachodniej części basenu Morza Śródziemnego. Zdjęcia dalekich obserwatorów z terenu Słowacji od września 2017 r. prezentuje serwis naobzore.net.

## Sprzęt obserwacyjny

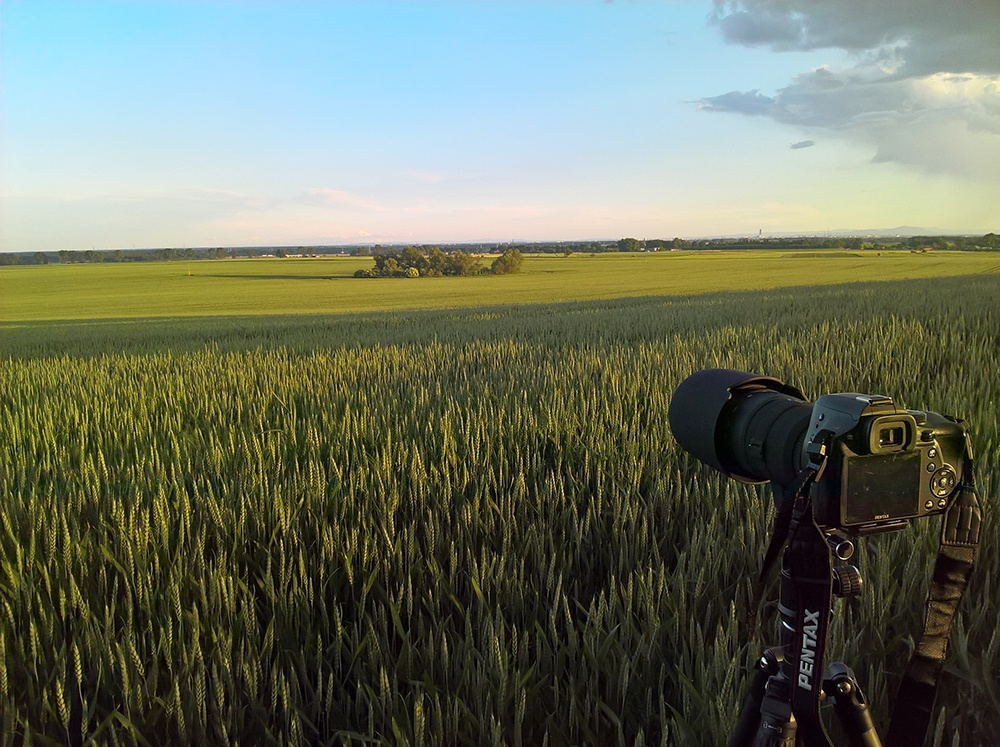
Typowy zestaw fotograficzny używany w dalekich obserwacjach

Dalekie obserwacje wykonywane są powszechnie przy pomocy aparatów cyfrowych. Najczęściej stosowane są lustrzanki i bezlusterkowce w połączeniu z teleobiektywem w przedziałach ogniskowych od 100 do 600 mm, w zależności od wielkości matrycy w aparacie. Górny i dolny zakres podanych ogniskowych może być jednak niepraktyczny w zależności od tego, jaki aparat fotograficzny posiadamy. Nieco rzadziej stosuje się kompaktowe aparaty fotograficzne typu superzoom, oferujące duże zbliżenie przy mniejszych rozmiarach i znacznej redukcji wagi względem lustrzanek z teleobiektywem. Dalekie obserwacje mogą być wykonywane także za pomocą teleskopów podłączonych do aparatów (po zastosowaniu odpowiedniej przejściówki), a nawet telefonów z aparatem cyfrowym w połączeniu z lornetką bądź monokularem. Na wyposażeniu dalekiego obserwatora powinien znajdować się również stabilny i możliwie lekki statyw. Jest on niezbędny przy wykonywaniu zdjęć przy słabszym oświetleniu, umożliwia również precyzyjne wycelowanie w kierunku obserwowanego obiektu, gdy waga zestawu, którym robione są zdjęcia jest zbyt duża. Wskazane jest również wyposażenie się w wężyk spustowy lub pilot do aparatu fotograficznego, by w czasie niekorzystnych warunków atmosferycznych nie powodować dodatkowych drgań aparatu przez naciskanie spustu migawki.

## Możliwości obserwacyjne

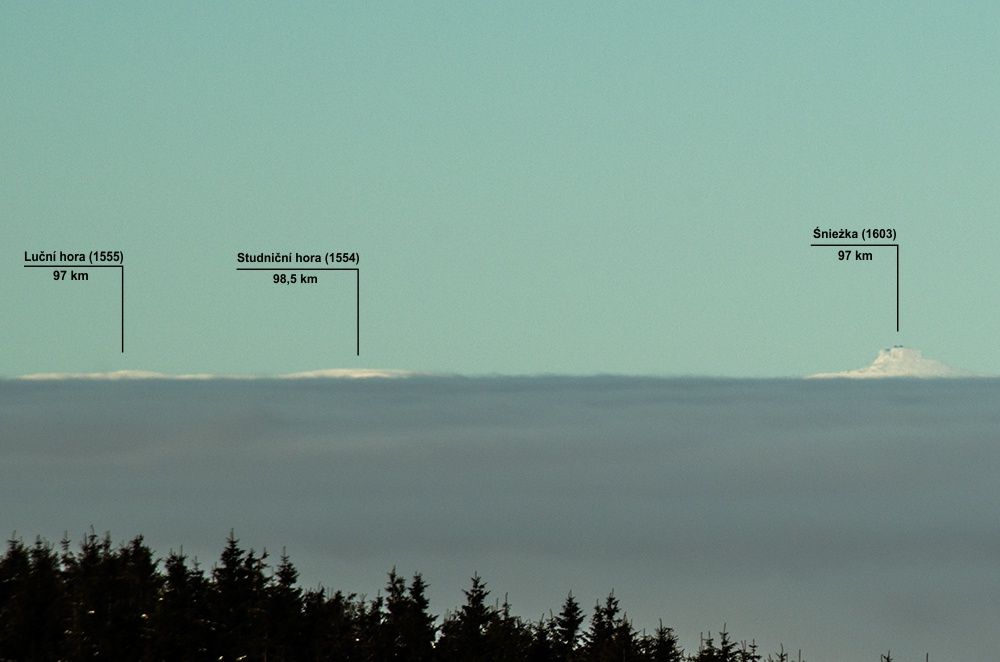
Zniekształcony obraz Karkonoszy widzianych ze schroniska „Na Śnieżniku” w czasie mirażu inwersyjnego

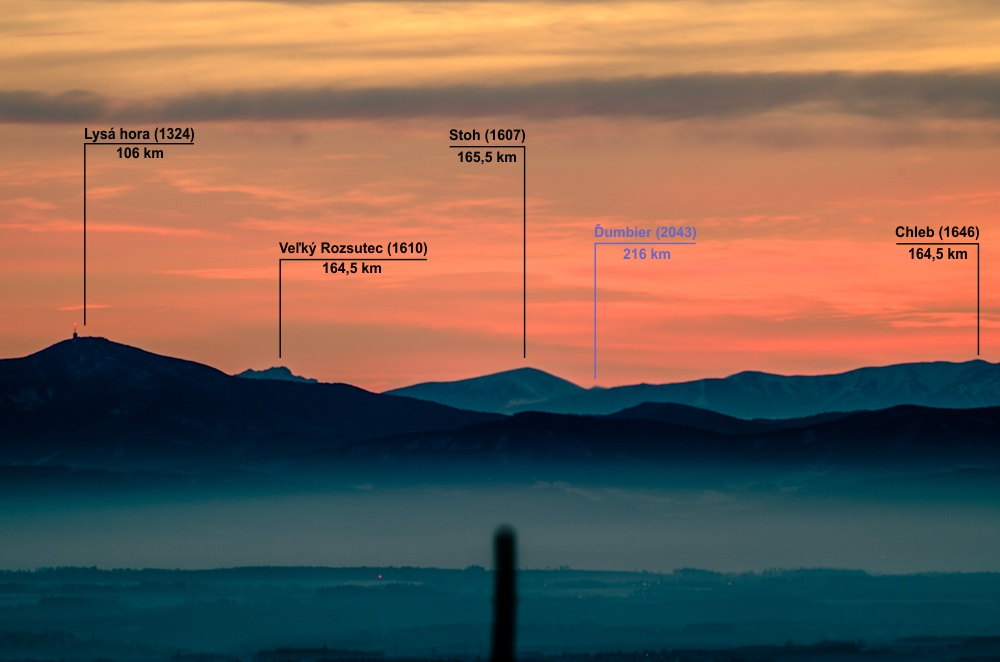
Ďumbier widziany z Pradziada w wyniku niestandardowej refrakcji atmosferycznej

Zasięg obserwacji zależny jest od kilku czynników, które sumarycznie składają się na możliwość zaobserwowania obiektu z dużej odległości:
- wielkość obiektu (stosunkowo niewielkie obiekty, np. maszty radiowe, mogą zostać „rozmyte” przy słabej rozdzielczości optycznej soczewek używanego sprzętu optycznego),
- konfiguracji geograficznej (niewielkie wzniesienie pomiędzy dwoma wysokimi górami może zasłonić pole obserwacji),
- pora dnia (nisko położone lub schowane za widnokręgiem Słońce zapewnia najlepsze podświetlenie obiektu i kontrast nieba względem powierzchni Ziemi),
- pora roku (zmiana położenia punktu wschodów i zachodów Słońca sprzyja lub uniemożliwia wykonanie pewnych dalekich obserwacji, analogicznie do pory dnia, również warunki atmosferyczne typowe dla danej pory roku uniemożliwiają lub pomagają w obserwacji bardzo oddalonych od obserwatora obiektów),
- albedo obiektu (obecność pokrywy śnieżnej na szczytach górskich znacząco zwiększa ilość światła odbitego w kierunku obserwatora),
- wilgotność powietrza (im niższa, tym lepiej, nawet przy pozornie dobrej pogodzie światło rozprasza się na cząsteczkach wody i może nie dotrzeć do obserwatora),
- zanieczyszczenie powietrza (obecność ośrodka miejskiego lub skupiska zakładów przemysłowych emitujących zanieczyszczenia na linii fotografowania może znacznie utrudnić dokonanie obserwacji),
- wiatr i temperatura (wietrzna pogoda pomaga rozproszyć zalegające w atmosferze zanieczyszczenia, ale zarazem burzliwy przepływ mas powietrza na podłoże o innej temperaturze może spowodować lokalne zmiany refrakcji atmosferycznej, skutkujące brakiem ostrości fotografowanych obiektów, oraz utrudnia fotografowanie na dłuższych czasach naświetlania),
- występowanie niestandardowej refrakcji atmosferycznej (większe niż normalnie ugięcie promieni światła w troposferze) lub mirażu inwersyjnego może znacząco zwiększyć zasięg obserwacji, daleko poza widnokrąg geometryczny, o ile obiekt wystaje ponad najgęstszą masę powietrza znajdującą się najbliżej powierzchni terenu, dzieje się tak w czasie inwersji termicznej[14][15][16].

## Dalekie obserwacje na terenie Polski

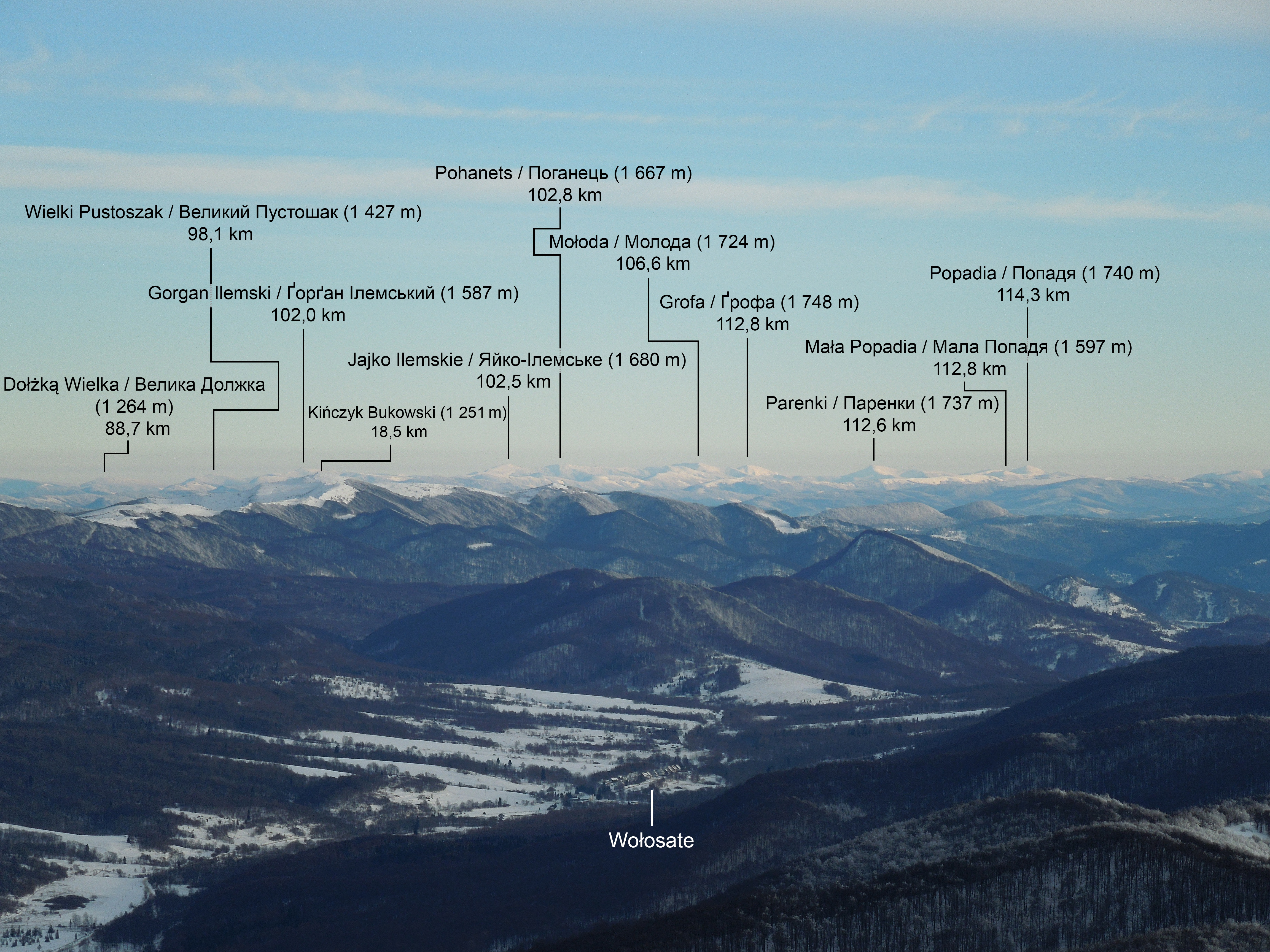
Widoki na Gorgany z Wielkiej Rawki

Blisko 90% obserwacji krajowych wykonywanych jest w południowej Polsce, szczególnie z województw: podkarpackiego, małopolskiego, świętokrzyskiego, śląskiego, opolskiego i dolnośląskiego. Mniejszy potencjał dalekoobserwacyjny mają również województwa lubuskie, wielkopolskie, łódzkie, lubelskie, zachodniopomorskie i pomorskie. Wyżej opisany stan rzeczy wynika z ukształtowania terenu. Dalekie obserwacje wymagają dogodnego punktu obserwacyjnego, którym najczęściej jest wysoko położony punkt terenowy lub wieża widokowa. Musi również istnieć punkt obserwowany, którym najczęściej jest pasmo górskie, pojedynczy szczyt lub duży obiekt industrialny. Ta specyfika ogranicza wykonywanie dalekich obserwacji z równin, w szczególności pokrytych lasem, predestynując regiony na południu kraju (góry, pogórza, wyżyny) – można z nich dostrzec obiekty oddalone o ponad 200 km od obserwatora.
Z kolei w Polsce północnej obserwacje zwykle nie przekraczają dystansu 50–60 km. Najdogodniejszymi miejscami do ich wykonywania jest obszar wyspy Wolin, z której przy sprzyjającej pogodzie można zobaczyć wyspy Rugię i Greifswalder Oie oraz rejon Zatoki Gdańskiej i Puckiej. Duże znaczenie na tym terenie mają również latarnie morskie, które w sezonie letnim pełnią rolę turystyczną.

### Najdalsze obserwacje (powyżej 200 km) wykonane z terenu Polski lub z jej granicy
Stan na 17 marca 2022:
| Lp. |  | Miejsce obserwacji (kraina geograficzna)                                                                        | Obserwowany obiekt (kraina geograficzna, kraj)                  | Maksymalny dystans (model FAI)*        | Data pierwszej obserwacji                                               | Daty kolejnych obserwacji                                                                                          | Uwagi |
| 1.  |  | Śnieżnik (Masyw Śnieżnika)                                                                                      | Heukuppe, Schneeberg (Alpy Styryjsko-Dolnoaustriackie, Austria) | Heukuppe 292,3 km, Schneeberg 281,7 km | 02.01.2020                                                              | 15.02.2021 (Schneeberg)                                                                                            | Pierwsza obserwacja Alp z Polski |
| 2.  |  | Tarnica (Bieszczady Zachodnie)                                                                                  | Vârful Vlădeasa (Góry Zachodniorumuńskie (Apuseni), Rumunia)    | 257,6 km                               | 31.12.2015                                                              | – | – |
| 3.  |  | Ślęża | Babia Góra (Beskid Żywiecki)                                    | 247 km                                 | 19.12.2023                                                              | – | Najdalsza obserwacja "z Polski do Polski" |
| 4.  |  | Godziszów Pierwszy (Roztocze Zachodnie)                                                                         | Zadni Gerlach (Tatry Wysokie, Słowacja)                         | 245,5 km                               | 30.01.2025                                                              | – | Najdalsza obserwacja Tatr z Polski |
| 5.  |  | Wielki Szyszak (Karkonosze)                                                                                     | Vysoký stolec (Szumawa, Czechy)                                 | 243 km                                 | 31.12.2016                                                              | – | – |
| 6.  |  | Rysy (Tatry Wysokie)                                                                                            | Keprník (Wysoki Jesionik, Czechy)                               | 240,5 km                               | 19.09.2020                                                              | – | – |
| 7.  |  | Wierzchowiska Drugie (Roztocze Zachodnie)                                                                       | Lodowy Szczyt (Tatry Wysokie, Słowacja)                         | 239,7 km                               | 13.02.2022                                                              | – | – |
| 8.  |  | Polichna (Wzniesienia Urzędowskie)                                                                              | Lodowy Szczyt (Tatry Wysokie, Słowacja)                         | 236 km                                 | 07.01.2022                                                              | – | – |
| 9.  |  | Rysy (Tatry Wysokie)                                                                                            | Stoj (Połonina Borżawska, Ukraina)                              | 235 km                                 | 12.02.2012                                                              | – | – |
| 10. |  | Świnica (Tatry Wysokie)                                                                                         | Keprník (Wysoki Jesionik, Czechy)                               | 234 km                                 | 09.01.2002                                                              | – | – |
| 11. |  | Potok-Stany (Wzniesienia Urzędowskie)                                                                           | Lodowy Szczyt (Tatry Wysokie, Słowacja)                         | 233,5 km                               | 13.02.2022                                                              | – | – |
| 12. |  | Potok Wielki (Wzniesienia Urzędowskie)                                                                          | Gerlach (Tatry Wysokie, Słowacja)                               | 232,8 km                               | 03.12.2021 – pierwsza obserwacja Tatr (max. Lodowy Szczyt 227,5 km)     | 07.01.2022 - pierwsza obserwacja Gerlacha (max. 232,8 km)                                                          | Najdalsza obserwacja Gerlacha z Polski |
| 13. |  | Kasprowy Wierch (Tatry Zachodnie)                                                                               | Šerák (Wysoki Jesionik, Czechy)                                 | 232 km                                 | 01.02.2021                                                              | | |
| 14. |  | Karkówka, Węglin, Zdziechowice Pierwsze – kilka punktów w pobliżu granic miejscowości (Wzniesienia Urzędowskie) | Gerlach (Tatry Wysokie, Słowacja)                               | 231,9 km                               | 15.03.2020 – pierwsza obserwacja Tatr z Węglina (max. Gerlach 231,6 km) | 15.03.2020 (Węglin); 05.11.2021, 10.11.2021 (Zdziechowice); 6.11.2021 (Karkówka – max. odległość Gerlach 231,9 km) | 15.03.2020 Węglin - pierwsza obserwacja Tatr z woj. lubelskiego |
| 15  |  | Zdziechowice Pierwsze, okolice wsi Józefów (Wzniesienia Urzędowskie)                                            | Kończysta (Tatry Wysokie, Słowacja)                             | 231,2 km                               | 31.10.2018 – pierwsza obserwacja Tatr                                   | 12.10.2019 - pierwsza obserwacja Kończystej (max. 231,2 km)                                                        | – |
| 16. |  | Stare Baraki - okolice wsi Salomin (Wzniesienia Urzędowskie)                                                    | Kończysta (Tatry Wysokie, Słowacja)                             | 230,8 km                               | 20.04.2018 – pierwsza obserwacja Tatr (max. Gerlach 229,4 km)           | 15.03.2020 - pierwsza obserwacja Kończystej (max. 230,8 km)                                                        | – |
| 17. |  | Łysaków (Wzniesienia Urzędowskie)                                                                               | Gerlach (Tatry Wysokie, Słowacja)                               | 230,5 km                               | 27.03.2022                                                              | – | – |
| 18. |  | Tarnica (Bieszczady Zachodnie)                                                                                  | Ďumbier (Niżne Tatry, Słowacja)                                 | 225 km                                 | 29.12.2012                                                              | ** | – |
| 19. |  | Kozi Wierch (Tatry Wysokie)                                                                                     | Pradziad (Wysoki Jesionik, Czechy)                              | 223 km                                 | 12.10.2019                                                              | – | – |
| 20. |  | Tarnica (Bieszczady Zachodnie)                                                                                  | Vârful Pietrosul (Góry Rodniańskie, Rumunia)                    | 216 km                                 | 29.12.2012                                                              | ** | – |
| 21. |  | Góra Chełmo (Wzgórza Radomszczańskie)                                                                           | Gerlach (Tatry Wysokie, Słowacja)                               | 212,4 km                               | 20.10.2021 – pierwsza obserwacja Tatr (max. Łomnica 209,8 km)           | 04.12.2021 - pierwsza obserwacja Gerlacha (max. 212,4 km)                                                          | 20.10.2021 - pierwsza obserwacja Tatr z woj. łódzkiego, najdalej na północ położone miejsce, z którego wykonano zdjęcie Karpat                                                            |
| 22. |  | Święty Krzyż (Góry Świętokrzyskie)                                                                              | Ostra (Tatry Zachodnie, Słowacja)                               | 210,4 km                               | 25.01.2010 – pierwsza obserwacja Tatr (max. Gerlach 200 km)             | 04.12.2021 - pierwsza obserwacja Ostrej (max. 210,4 km)                                                            | Najdalsza obserwacja Tatr z woj. świętokrzyskiego |
| 23. |  | Huta Szklana (Góry Świętokrzyskie)                                                                              | Mały Baraniec (słow. Mládky, Tatry Zachodnie, Słowacja)         | 210,3 km                               | 04.12.2021                                                              | - | – |
| 24. |  | Brama Opatowska w Sandomierzu (Wyżyna Sandomierska)                                                             | Krywań (Tatry Wysokie, Słowacja)                                | 210,3 km                               | 25.10.2021                                                              | - | Pierwsza obserwacja Tatr z Sandomierza |
| 25. |  | Biskupia Kopa (Góry Opawskie)                                                                                   | Bystra (Tatry Zachodnie, Słowacja)                              | 210 km                                 | 08.03.2019                                                              | 22.09.2019 | 08.03.2019 - Zdjęcie wykonane po polskiej stronie, w pobliżu szczytu. Zdjęcia Tatr Zachodnich (210,6 km do Bystrej) wykonywano wcześniej z wieży widokowej położonej po czeskiej stronie. |
| 26. |  | Radziejowa (Beskid Sądecki)                                                                                     | Stoj (Połonina Borżawska, Ukraina)                              | 209,8 km                               | 29.01.2012                                                              | 19.09.2020 | – |
| 27. |  | Podlesie (Góry Świętokrzyskie)                                                                                  | Bystra (Tatry Zachodnie, Słowacja)                              | 208,8 km                               | 22.11.2020 – pierwsza obserwacja Tatr (max. Krywań 207,9 km)            | 10.05.2021 – pierwsza obserwacja Bystrej (max. 208,8 km)                                                           | – |
| 28. |  | Kamień Łukawski (Góry Pieprzowe, Wyżyna Sandomierska)                                                           | Kończysta (Tatry Wysokie, Słowacja)                             | 207,9 km                               | 01.10.2019                                                              | – | – |
| 29. |  | Występa (Góry Świętokrzyskie)                                                                                   | Kończysta (Tatry Wysokie, Słowacja)                             | 207,9 km                               | 26.12.2017 – pierwsza obserwacja Tatr (max. Gerlach 206,9 km)           | 01.10.2019 - pierwsza obserwacja Kończystej (max. 207,9 km) ; 10.05.2021                                           | – |
| 30. |  | Gliniany Las (Płaskowyż Suchedniowski)                                                                          | Gerlach (Tatry Wysokie, Słowacja)                               | 207,7 km                               | 06.09.2021 – pierwsza obserwacja Tatr (max. Łomnica 203,7 km)           | 07.11.2021 | – |
| 31. |  | Krajno Pierwsze (Góry Świętokrzyskie)                                                                           | Baraniec (Tatry Zachodnie, Słowacja)                            | 207,3 km                               | 10.05.2021                                                              | ** | – |
| 32. |  | Kalenica (Góry Sowie)                                                                                           | Skrzyczne (Beskid Śląski, Polska)                               | 206,5 km                               | 02.01.2020                                                              | – | – |
| 33. |  | Klonówka (Góry Świętokrzyskie)                                                                                  | Baraniec (Tatry Zachodnie, Słowacja)                            | 206,1 km                               | 18.09.2020                                                              | 10.05.2021 | – |
| 34. |  | Radostowa (Góry Świętokrzyskie)                                                                                 | Baraniec (Tatry Zachodnie, Słowacja)                            | 206,1 km                               | 14.10.2021                                                              | 10.11.2021 | – |
| 35. |  | Porąbki (Góry Świętokrzyskie)                                                                                   | Banówka (Tatry Zachodnie, Słowacja)                             | 205 km                                 | 05.11.2021                                                              | – | – |
| 36. |  | Siniewska Góra (Góry Świętokrzyskie)                                                                            | Zadnia Kopa (Tatry Zachodnie, Słowacja)                         | 204,1 km                               | 08.12.2017 – pierwsza obserwacja Tatr (max. Krywań 203,6 km)            | 15.03.2020 - pierwsza obserwacja Zadniej Kopy (max. 204,1 km)                                                      | – |
| 37. |  | Kamiennik Północny (Beskid Wyspowy)                                                                             | Pradziad (Wysoki Jesionik, Czechy)                              | 204 km                                 | 06.07.2016                                                              | – | – |
| 38. |  | Barania Góra (Góry Świętokrzyskie)                                                                              | Krywań (Tatry Wysokie, Słowacja)                                | 203,7 km                               | 04.12.2021                                                              | – | – |
| 39. |  | Milczany (Wyżyna Sandomierska)                                                                                  | Gerlach (Tatry Wysokie, Słowacja)                               | 203,4 km                               | 05.10.2012                                                              | – | – |
| 40. |  | Góra Świętej Anny (Chełm)                                                                                       | Kieżmarski Szczyt (Tatry Wysokie, Słowacja)                     | 203,1 km                               | 14.11.2010                                                              | ** | – |
| 41. |  | Skrajna Turnia (Tatry Wysokie)                                                                                  | Bukowa Góra (Góry Świętokrzyskie, Polska)                       | 202 km                                 | 25.06.2022                                                              | – | – |
| 42. |  | Jeżowiec – okolice wsi Dobromierz (Wyżyna Przedborska)                                                          | Gerlach (Tatry Wysokie, Słowacja)                               | 201,9 km                               | 13.11.2010                                                              | – | – |
| 43. |  | Nieskurzów Stary (Góry Świętokrzyskie)                                                                          | Kończysta (Tatry Wysokie, Słowacja)                             | 200,1 km                               | 28.03.2021                                                              | – | – |
| 44. |  | Śnieżka (Karkonosze)                                                                                            | Fichtelberg (Rudawy, Niemcy)                                    | 200 km                                 | 30.12.2010                                                              | – | – |
| 45. |  | Marianów (Góry Świętokrzyskie)                                                                                  | Baraniec (Tatry Zachodnie, Słowacja)                            | 200 km                                 | 28.09.2012                                                              | – | – |

* – podane odległości są obliczone według sferycznego modelu Ziemi Międzynarodowej Federacji Lotniczej FAI, z wykorzystaniem symulacji Ulricha Deuschle; według elipsoidalnego modelu WGS84 odległości mogą się różnić, np. z punktów obserwacyjnych na Wyżynie Lubelskiej do Tatr są o ok. 0,3 km większe
** – obserwacje wielokrotnie powtarzane

## Rekordy
- Najdłuższa daleka obserwacja została dokonana 13 czerwca 2023 roku z Cerro Champaqui w kierunku Anconcaqua na odległość 483,5 km[66].